# Ivan Ribić
Ivan Ribić, hrvatski reprezentativni rukometaš
Sudionik i kapetan momčadi SP do 19 održanog 2005. u Kataru na kojem je osvojio broncu.